# Медоуз, Шейн
Шейн Ме́доуз (англ. Shane Meadows; род. 26 декабря 1972) — британский кинорежиссёр, сценарист, актёр независимого кинематографа. Обладатель более 20 престижных национальных и международных кинематографических наград, включая премию BAFTA (дважды — 2008 и 2012 годы).

## Биография
Шейн Медоуз родился в 1972 году в небольшом городе Ютокситер (англ.) центральной Англии в семье водителя грузовика и продавщицы. Среднюю школу оставил незадолго до получения аттестата. Стал участником группы скинхедов и был задержан за незначительное уголовное правонарушение (события его будущего фильма «Это Англия» носят автобиографический характер). В 20 лет уехал в Ноттингем, где сменил круг общения. Увлёкся съёмкой короткометражных фильмов. Поступил на курс актёрского мастерства в колледже Бертон-апон-Трента, где познакомился и подружился с соавтором многих своих будущих работ Пэдди Консидайном.
Его первые фильмы конца 1990-х годов, включая картину «Комната для Ромео Брасса», рассказывают о его собственной судьбе, людях которые его окружают, чьи мысли и чувства ему хорошо известны. Эти работы имели определённый успех на фестивалях авторского и независимого кино, однако всемирную известность Шейну Медоузу принесли его шестой и седьмой фильмы: «Ботинки мертвеца» и «Это Англия». Особенно тяжело дались режиссёру съёмки жёсткого, почти жестокого фильма о провинциальных подростках из группы скинхедов, эволюционирующих от мелкого футбольного хулиганства к расовой нетерпимости. Оказавшийся на грани морального и физического истощения после съёмок фильма, Медоуз развёлся с женой Луизой, с которой его связывали как семейные, так и многолетние деловые отношения (она была продюсером нескольких его картин) и некоторое время проходил стационарное лечение. Однако успех картины был впечатляющим: за 2006—2008 год картина одержала 11 побед в 25 номинациях ведущих международных киносмотров, включая премии BAFTA за лучший фильм и BIFA за лучший британский независимый фильм.
В 2007 году компания Eurostar — владелица железнодорожной сети Лондон — Париж — Брюссель, разрабатывая новые способы формирования имиджа, которые способны были бы заменить продакт-плейсмент, предложила Шейну Медоузу снять 10 минутный фильм. Подготовленный режиссёром материал на 70 минут стал полноценным художественным произведением. Фильм «Сомерстаун» был высоко оценен критикой. С 2009 года приступил к съёмкам двух телевизионных сериалов «Это Англия ’86» (4 части по 60 минут) и «Это Англия ’88» (3 части по 60 минут). Своё решение войти в этот проект Медоуз объяснил огромным объёмом материала, задумок и идей, которые были накоплены при работе над фильмом «Это Англия». В 2012 году за работу «Это Англия ’88» он получил премию BAFTA за лучший мини-сериал.

## Фильмография
(указаны только полнометражные работы в кино и на телевидении)

| Год  |     | Русское название                    | Оригинальное название            | Роль                                                                 |
| ---- | --- | ----------------------------------- | -------------------------------- | -------------------------------------------------------------------- |
| 1996 | ф   | Мелкий                              | Small Time                       | сценарист, режиссёр, продюсер, монтажёр, актёр (Джамбо)              |
| 1997 | ф   | 24:7                                | Twenty Four Seven                | сценарист, режиссёр, продюсер, актёр (человек с кастрюлей на голове) |
| 1999 | ф   | Комната для Ромео Брасса            | A Room for Romeo Brass           | сценарист, режиссёр                                                  |
| 2002 | ф   | Однажды в Средней Англии            | Once Upon a Time in the Midlands | сценарист, режиссёр, актёр                                           |
| 2004 | ф   | Ботинки мертвеца                    | Dead Man’s Shoes                 | сценарист, режиссёр                                                  |
| 2006 | ф   | Это Англия                          | This Is England                  | сценарист, режиссёр                                                  |
| 2008 | ф   | Сомерстаун                          | Somers Town                      | режиссёр                                                             |
| 2009 | ф   | Ле Донк и Скор-се-зе                | Le Donk & Scor-zay-zee           | сценарист, режиссёр                                                  |
| 2010 | с   | Это Англия ’86                      | This Is England ’86              | сценарист, режиссёр                                                  |
| 2011 | с   | Это Англия ’88                      | This Is England ’88              | сценарист, режиссёр                                                  |
| 2013 | док | The Stone Roses: Сделанные из камня | The Stone Roses: Made of Stone   | режиссёр                                                             |
| 2015 | с   | Это Англия ’90                      | This Is England ’90              | сценарист, режиссёр                                                  |
| 2019 | с   | Чужие грехи                         | The Virtues                      | сценарист, режиссёр                                                  |
| 2023 | с   | Виселица                            | The Gallows Pole                 | сценарист, режиссёр                                                  |
| 2026 | ф   |                                     | Chork                            | сценарист, режиссёр                                                  |

## Награды и номинации
- 1997 год — Венецианский кинофестиваль: приз FIPRESCI («24:7»);
- 1997 год — Международный кинофестиваль в Салониках: лучший сценарий («24:7»);
- 1998 год — Европейский кинофестиваль в Анжи: премия C.I.C.A.E., специальная премия жюри, премия Telcipro («24:7»);
- 1998 год — Премия британского независимого кино: премия Дугласа Хикокса («24:7»);
- 1998 год — международный кинофестиваль в Брюсселе: Хрустальная звезда («24:7»);
- 1998 год — Международный кинофестиваль в Вальядолиде: Лучший режиссёрский дебют («24:7»);
- 1999 год — Премия британского независимого кино: номинации Лучшая режиссура и Лучший сценарий («Комната для Ромео Брасса»);
- 2002 год — Международный кинофестиваль в Хихоне: номинации на Гран-при («Однажды в Средней Англии»);
- 2004 год — Премия британского независимого кино: номинации Лучшая режиссура и Лучший сценарий («Ботинки мертвеца»);
- 2005 год — BAFTA: номинация на премию им. Александра Корда за лучший британский фильм года («Ботинки мертвеца»);
- 2005 год — Гильдия режиссёров Великобритании: премия за выдающиеся профессиональные достижения в режиссуре британского кино («Ботинки мертвеца»);
- 2005 год — Премия Лондонского кружка кинокритиков: номинация Лучший режиссёр («Ботинки мертвеца»);
- 2006 год — Премия британского независимого кино: номинации Лучшая режиссура и Лучший сценарий («Это Англия»);
- 2006 год — Римский кинофестиваль: специальный приз жюри («Это Англия»);
- 2007 год — Международный кинофестиваль в Бангкоке: Лучший фильм («Это Англия»);
- 2007 год — Международный кинофестиваль в Хихоне: премия «Выбор молодёжной аудитории» («Это Англия»);
- 2007 год — Международный кинофестиваль в Ньюпорте: Лучшая режиссура («Это Англия»);
- 2007 год — Кинофестиваль в Таллине: Лучший молодёжный фильм («Это Англия»);
- 2008 год — BAFTA: Лучший британский фильм года, номинация Лучший сценарий («Это Англия»);
- 2008 год — Премия британского независимого кино: номинация Лучший режиссёр («Сомерстаун»);
- 2008 год — Премия Лондонского кружка кинокритиков: номинация Лучший режиссёр («Сомерстаун»);
- 2011 год — BAFTA (TV): Лучший режиссёр («Это Англия’86»);
- 2012 год — BAFTA (TV): Лучший мини-сериал («Это Англия’88»)